# Log4j
Log4j — библиотека журналирования (логирования) Java-программ, часть общего проекта «Apache Logging Project».
Log4j первоначально развивался в рамках зонтичного «Apache Jakarta Project», ответственного за все Java-проекты Apache, но впоследствии выделился в отдельный, очень популярный проект журналирования.
Используется часто при написании программ на Java, для ведения логов.
9 декабря 2021 года в Log4j 2 была выявлена критическая уязвимость CVE-2021-44228, позволяющая выполнить произвольный код. Подверженные проблеме проекты включают Steam, Apple iCloud, Minecraft.

## Уровни логирования Log4j
В следующей таблице определены встроенные уровни журнала и сообщения в Log4j в порядке убывания серьёзности. В левом столбце перечислены обозначения уровня журнала в Log4j, а в правом столбце приведено краткое описание каждого уровня журнала.
| Уровень | Описание |
| ------- | --- |
| OFF     | Максимально возможный уровень, предназначен для выключения логирования. |
| FATAL   | Серьезные ошибки, которые вызывают преждевременное прекращение. Ожидается, что они будут немедленно видны на консоли состояния. |
| ERROR   | Ошибки во время выполнения или неожиданные условия. Ожидайте, что они будут немедленно видны на консоли состояния. |
| WARN    | Использование устаревших API, неправильное использование API, «почти» ошибки, ситуации времени выполнения которые нежелательны или неожиданны, но не обязательно «неправильные». Ожидается, что они будут немедленно видны на консоли состояния. |
| INFO    | Уведомления во время выполнения (запуск / выключение). Ожидается, что они будут немедленно видны на консоли. |
| DEBUG   | Подробная информация о потоке через систему. Ожидается, что они будут записаны только в журналы. В общем, большинство строк, написанных вашим приложением, должны быть записаны как DEBUG.                                                       |
| TRACE   | Наиболее подробная информация. Ожидается, что они будут записаны только в журналы. Начиная с версии 1.2.12. |